# Charles Middleton, 1. Baron Barham

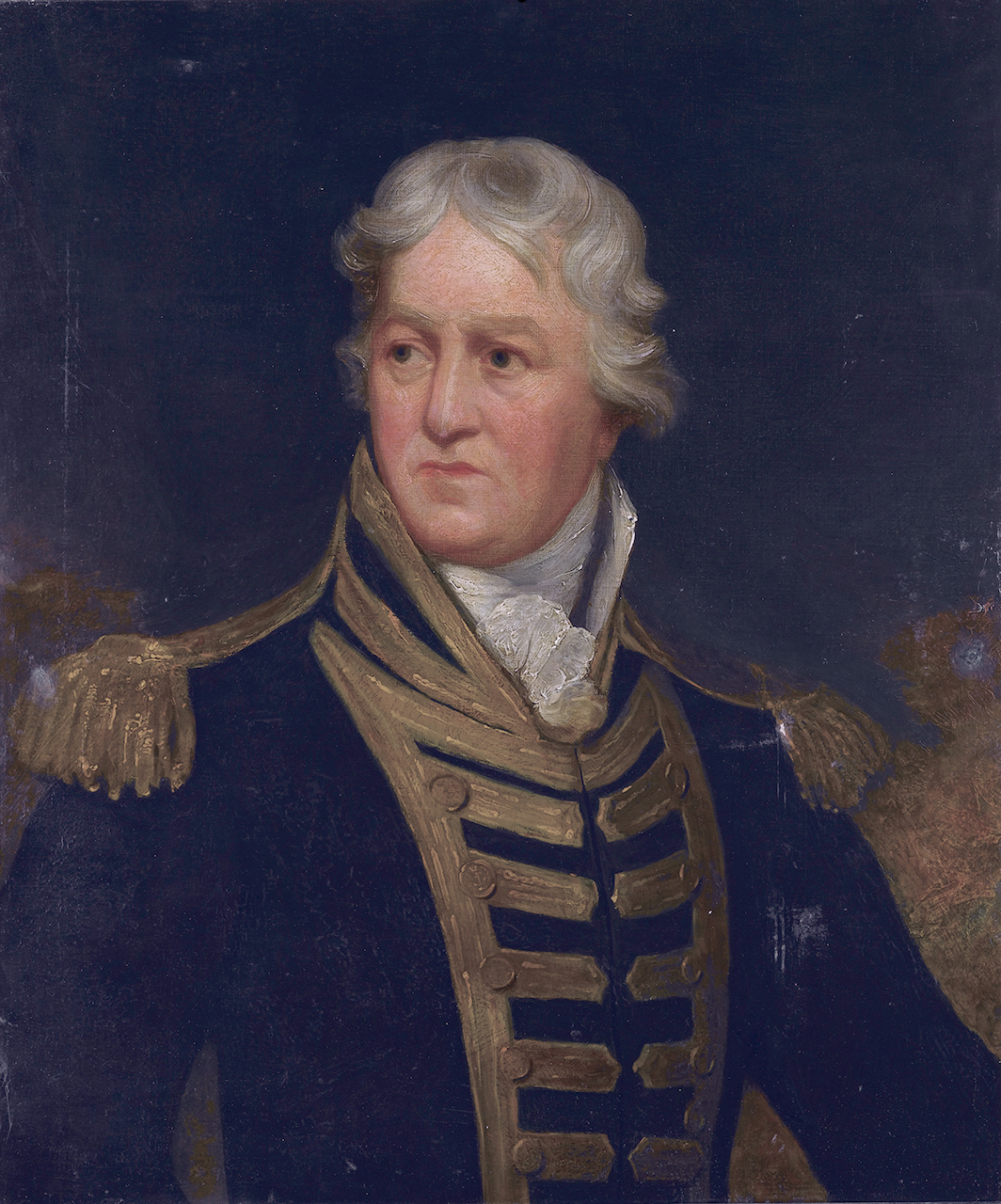
Admiral Charles Middleton (Gemälde von Isaac Pocock, vor 1805)

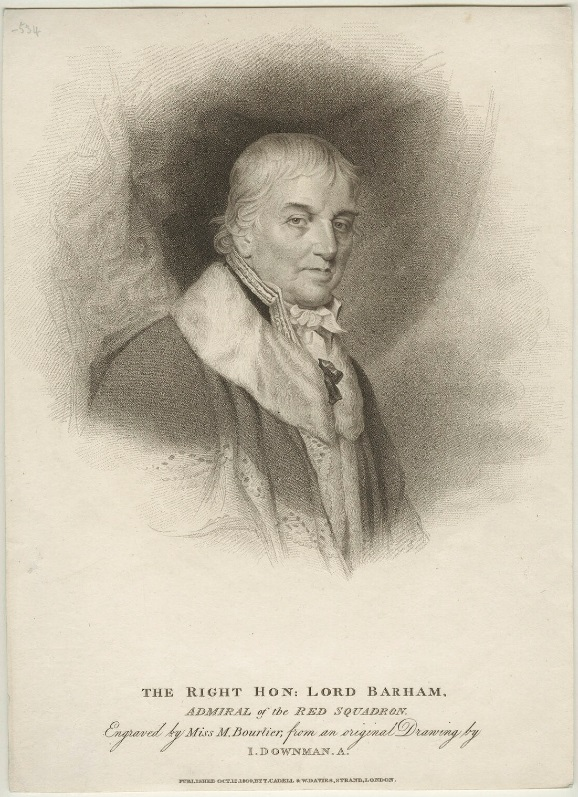
Charles Middleton, 1. Baron Barham, um 1809

Charles Middleton, 1. Baron Barham (* 14. Oktober 1726 in Leith, Lothian (Schottland); † 17. Juni 1813 in Barham Court bei Teston in Kent) war ein britischer Adliger, Politiker und Admiral der Royal Navy. Er war als Erster Lord der Admiralität zwischen 1805 und 1806 Lord High Admiral.

## Leben
Middleton, Sohn des Zollbeamten Robert Middleton und dessen Ehefrau Helen Dundas, trat 1741 in die Royal Navy ein und wurde 1745 Lieutenant. Am 22. Mai 1758 wurde er zum Captain befördert und erwarb sich als Kommandant der Fregatte Emerald Verdienste auf den Westindischen Inseln.
Am 21. Dezember 1761 heiratete er in der Kirche St Martin-in-the-Fields am Trafalgar Square Margaret Gambier († 1792), die Tochter des Rechtsanwalts und Verwalters des Fleet-Prison James Gambier und dessen Ehefrau Mary Mead. Aus dieser Ehe gingen keine männlichen Nachfahren hervor, sondern nur die einzige Tochter Diana Middleton, die 1780 Gerard Edwardes heiratete.
1778 wurde er als Nachfolger von Maurice Suckling Dritter Seelord und war damit als Comptroller of the Navy für Beschaffung und Material der Marine zuständig. Diese Funktion übte er bis zu seiner Ablösung durch Sir Henry Martin, 1. Baronet 1790 aus. Während dieser Zeit wurde ihm am 23. Oktober 1781 der erbliche Adelstitel eines Baronet, of The Navy verliehen, mit der besonderen Erbfolgeregelung, dass der Titel in Ermangelung eigener männlicher Nachkommen auch an seinen Schwiegersohn Gerard Edwardes und dessen männliche Nachkommen vererbbar sei. 1784 wurde er ins britische House of Commons gewählt und vertrat dort bis 1790 das Borough Rochester. 1787 wurde er zum Rear-Admiral und 1793 zum Vice-Admiral befördert.
Er fungierte zwischen 1794 und 1795 als Lord der Admiralität und erhielt 1795 auch seine Beförderung zum Admiral. Am 30. April 1805 wurde Middleton Nachfolger von Henry Dundas, 1. Viscount Melville als Erster Lord der Admiralität. Er übte als solcher zugleich das Amt des Lord High Admiral aus und war damit einer der Great Officers of State. In dieser Funktion verblieb er bis zu seiner Ablösung durch Charles Grey, Viscount Howick 1806. Zugleich wurde er am 1. Mai 1805 zum Mitglied des Privy Council berufen.
Des Weiteren wurde er am 1. Mai 1805 als Baron Barham, of Barham Court and Teston in the County of Kent, zum erblichen Peer erhoben und wurde dadurch Mitglied des House of Lords. Diese Verleihung erfolgte mit dem besonderen Zusatz, dass der Titel in Ermangelung männlicher Nachkommen auch an seine Tochter Diana Noel und deren männliche Nachkommen vererbbar sei.
Als er 1813 starb, fiel gemäß der besonderen Erbregelungen sein Baronstitel an seine Tochter Diana und sein Baronettitel an deren Gatten Gerard, die beide mit königlicher Lizenz vom 5. Mai 1798 ihren Familiennamen zu „Noel“ geändert hatten. Nach seinem Tod wurde sein Vermögen aufgrund seines Testaments an seine dreizehn Enkelkinder verteilt, die jeweils 10.000 Pfund Sterling erhielten.

## Ehrungen
Die Royal Navy benannte bislang vier Schiffe als HMS Barham nach Middleton.